# Arroyo Ardoz
El arroyo Ardoz o arroyo del Monte es un curso de agua de la península ibérica afluente del río Henares por la derecha cuyo cauce recorre los municipios españoles de Daganzo de Arriba y Torrejón de Ardoz, en la Comunidad de Madrid.

## Geografía
Presenta un recorrido dirección norte-sur teniendo un marcado carácter estacional ya que sufre estiaje en verano. Con una longitud de su curso de 19 km, su cuenca tiene 3500 hectáreas de superficie. Nace al norte de Daganzo de Arriba y discurre paralelo al río Torote hasta la Base Aérea de Torrejón, cuya construcción alteró el cauce natural del arroyo provocando inundaciones en el municipio como la de 1972. Antes de entrar en el casco urbano de Torrejón atraviesa en superficie el nuevo polígono industrial de Casablanca, que ha respetado su cauce. 
Su canalización urbana en Torrejón de Ardoz comienza junto a la A-2, cuando entra en el barrio de La Zarzuela por la Avenida de los Descubrimientos, bajo la cual transcurre. Posteriormente atraviesa las vías del ferrocarril Madrid-Barcelona y, también canalizado, transcurre por la calle Cañada. En esa calle fue entubado en la legislatura 2003-2007 por motivos de higiene creando en su superficie un gran bulevar. Al final de esta calle sale de nuevo a superficie y llega hasta el Parque Europa que atraviesa de lado a lado. Es quizá este parque el que le ha hecho más conocido a los vecinos porque hay paneles explicativos. Se ha respetado el cauce del arroyo en el parque. 
Dejando atrás el Parque Europa, el Ardoz pasa la Ronda Sur por un túnel y metros más adelante desemboca en el Río Henares, en una zona llamada Fuente de la Teja, dejando a su izquierda aguas abajo el Soto Los Jaraices, donde antaño estaba el merendero “París” y a su derecha aguas abajo el Soto Agua Negra, con el mismo nombre que antiguamente tenía el arroyo; "Arroyo Agua Negra".
Tras la grave inundación de 1972 el ayuntamiento proyectó el encauzamiento del arroyo y actualmente discurre entubado por todas las zonas residenciales. Además se trasvasó parte de sus aguas al río Torote. El presupuesto de las obras fue de 11.000.000 de pesetas.
Este arroyo fue protagonista de la Batalla de Torrejón de Ardoz en 1843. 